# Arkady Volozh
Arkady Yuriévich Vólozh (en ruso: Арка́дий Ю́рьевич Во́лож, nacido el 11 de febrero de 1964, Atyrau, República Socialista Soviética de Kazajistán) es el principal fundador del motor de búsqueda ruso Yandex. Es Director General y Consejero Delegado de la compañía desde el año 2000. Arkady fundó Yandex en 1997. En el año 2000, dejó su puesto como CEO de CompTek International para convertirse en CEO de Yandex.
Vólozh es un empresario en serie con experiencia en informática. Asistió a la Escuela Republicana de Física y Matemáticas en Almatý, Kazajistán, y luego estudió matemáticas aplicadas en la Universidad Estatal Gubkin de Petróleo y Gas de Rusia ubicada en Moscú, graduándose en 1986. Después de trabajar en un Instituto estatal de investigación de gasoductos, comenzó una pequeña empresa importando computadoras personales de Austria. Fue cofundador de varias empresas de tecnologías de información además de Yandex, incluyendo un proveedor ruso de tecnología de redes inalámbricas InfiNet Wireless, y CompTek International, uno de los mayores distribuidores de equipos de redes y telecomunicaciones en Rusia.
Vólozh cofundó CompTek en 1989. También comenzó a trabajar en la búsqueda en 1989, lo que lo llevó a fundar Arkadia Company en 1990. La empresa estaba desarrollando software de búsqueda. En 1993, Arkady Vólozh e Iliá Segalóvich desarrollaron un motor de búsqueda para "información no estructurada con morfología rusa".
A partir de 2013, su valor estimado se estima en 1.150 millones de dólares.
En 2025, la compañía Nebius Group (en), fundada por Vólozh en los Países Bajos, anunció la creación del superordenador ISEG2 cuya capacidad de procesamiento alcanza 338,49 petaflops.